# Плотников, Павел Валерьевич
Павел Валерьевич Плотников (Пустой шаблон {{ВД-Преамбула}} ) — советский и российский хоккеист, защитник. Мастер спорта России.

## Биография
Начал заниматься хоккеем в 10 лет в Омске, через год оказался в тюменском «Рубине», за который провёл 20 сезонов (1981/82 — 2000/01). Также за это время сыграл два матча за «Торпедо» Горький в высшей лиге в ноябре 1988 года, играл за «Рубин-2», за «Нефтехимик» Нижнекамск (1994/95). Позже выступал в командах «Югра» Сургут (2001/02), «Кедр» Новоуральск (2002/03 — 2003/04), «Зауралье» Курган (2004/05), «Газовик-Универ» Тюмень (2005/06).
Всего в составе «Рубина» провёл около 900 матчей, лчший бомбардир команды среди защитников, признан лучшим защитником за всю историю клуба.
Тренер юношеских возрастов команд ЦСКА, «Рубина», «Тюменского легиона», сборной России.